# Ikeda, Fukui
Ikeda (japanska: 池田町?, Ikeda-chō) är en landskommun (köping) i Fukui prefektur i Japan.  